# Saint-Hymer
Saint-Hymer település Franciaországban, Calvados megyében. Lakosainak száma 668 fő (2022. január 1.). Saint-Hymer Le Breuil-en-Auge, Clarbec, Formentin, Pierrefitte-en-Auge, Pont-l'Évêque, Reux és Le Torquesne községekkel határos.

## Népesség
A település népessége az elmúlt években az alábbi módon változott:
| Lakosok száma | 459  | 502  | 582  | 680  | 607  | 627  | 664  | 688  | 692  | 668  |
|               | 1968 | 1982 | 1990 | 2006 | 2013 | 2015 | 2017 | 2019 | 2020 | 2022 |